# Élodie Ouédraogo
Pour les articles homonymes, voir Ouedraogo.
Élodie Ouédraogo (née le 27 février 1981 à Saint-Josse-ten-Noode) est une athlète belge, spécialiste du sprint. Elle mesure 1,75 m pour 62 kg. Son club est le Vilvoorde AC. Elle avait la nationalité burkinabée jusqu'au 31 décembre 1999.
Elle a remporté le bronze lors du relais aux championnats du monde d'athlétisme 2007, en battant à deux reprises avec ses coéquipières le record national de Belgique.
En 2008, elle remporte l'or au relais 4 × 100 mètres aux Jeux olympiques d'été de 2008, établissant ainsi un  nouveau record de Belgique de la discipline. Elle prend sa retraite sportive après le Mémorial Van Damme 2012.

## Déclassement a posteriori du relais russe féminin médaillé d'or à Pékin
À la suite du scandale de dopage concernant la Russie, 454 échantillons des Jeux olympiques de Pékin en 2008 ont été réanalysés en 2016 et 31 se sont avérés positifs dont ceux d'Aleksandra Fedoriva et Yuliya Chermoshanskaya, médaillées d'or du relais 4 x 100 m. À la suite de ces nouvelles analyses effectuées sur les échantillons de l'athlète russe Yuliya Chermonshanskaya et qui révèlent la présence de produits interdits, le Comité international olympique décide en août 2016 de déposséder l'ensemble du relais russe féminin de leur médaille d'or acquise sur le 4 x 100 m. La Belgique qui avait obtenu la médaille d'argent en 2008, récupère ainsi la médaille d'or huit ans après et devient donc championne olympique de la discipline.

## Palmarès

### Jeux olympiques d'été
- Jeux olympiques d'été de 2008 à Pékin ( Chine)
  -  Médaille d'or en relais 4 × 100m[N 1]

### Championnats du monde d'athlétisme
- Championnats du monde d'athlétisme de 2007 à Osaka ( Japon)
  -  Médaille de bronze en relais 4 × 100 m

## Meilleures performances
- 60 m en salle : 7 s 44 à Gand le 20 février 2005
- 100 m : 11 s 40 à Gand le 8 mai 2005
- 200 m : 23 s 11 à Bruxelles le 11 juillet 2004
- 400 m haies : 55 s 20 à Londres le 6 août 2012

## Créatrice de mode
En mars 2016, Élodie Ouédraogo et Olivia Borlée présentent leur marque de mode sportive baptisée "42|54" en référence à leur performance au relais 4x100m aux Jeux Olympiques de Pékin (2008) ,.